# Philosepedon kalehnus
Philosepedon kalehnus är en tvåvingeart som beskrevs av Vaillant 1974. Philosepedon kalehnus ingår i släktet Philosepedon och familjen fjärilsmyggor. Inga underarter finns listade i Catalogue of Life.